# Wuala
Wuala è stato un software orientato alla sicurezza per la fornitura di servizi di backup online, sincronizzazione automatica, file hosting e condivisione di file tramite web.
Wuala è stato un software basato su cloud storage criptato e con supporto multipiattaforma, disponibile per sistemi operativi desktop (Windows, macOS, Linux) e per dispositivi mobili (iOS, Android).
Una caratteristica distintiva di Wuala, rispetto ad altri servizi di backup online, è stato l'utilizzo della criptazione dei dati anche per la loro conservazione nei data center, oltre che durante la trasmissione via web, in modo tale che, nel caso di accesso fisico ai server (ad esempio, da parte dei propri dipendenti), i dati non fossero decifrabili.
I client Wuala supportavano il File System Integration che permettevano di creare un disco virtuale sul dispositivo locale. Si comportavano proprio come un disco rigido esterno, dove era possibile accedere a tutti i file dal cloud di Wuala. In Mac OS X, questo avveniva usando WualaFS (installato automaticamente), mentre su Linux veniva utilizzato FUSE e su Windows, CBFS.
Il 17 agosto 2015 Wuala ha annunciato la chiusura del servizio, con la transizione in modalità sola lettura il 30 settembre 2015 e la cancellazione di tutti i dati il 15 novembre 2015.